# Evgenios (Antonopoulos)
Evgenios (světským jménem: Evangelos Antonopoulos, Ευάγγελος Αντωνόπουλος; * 14. února 1968, Heráklion) je řecký pravoslavný duchovní, arcibiskup Kréty a nejvyšší představitel poloautonomní Krétské pravoslavné církve.

## Život
Narodil se 14. února 1968 v Heráklionu. Brzy osiřel a starala se o něj sestra jeho matky. Velký vliv na něj měl jeho zpovědník metropolita Petry a Chersonisosu Nektarios (Papadakis).
Nastoupil na Teologickou školu Athénské univerzity, kterou dokončil roku 1990 a o dva roky později získal titul z historické teologie na Aristotelově univerzitě v Soluni.
Dne 23. února 1991 byl v monastýru svatého Jiří Selinari metropolitou Nektarijem postřižen na monacha a 24. února byl v chrámu Megali Panagia v Neapolisu rukopoložen na hierodiakona. Dne 3. března byl v chrámu svaté Sofie ve Vrachasi rukopoložen na jeromonacha. Stal se kazatelem metropolie Petra a Chersonisos a 24. prosince byl povýšen na archimandritu.
Od roku 1994 sloužil v metropolitním chrámu Megali Panagia v Neapolisu a od roku 1997 vedl duchovní a vzdělávací centrum v Ágios Nikólaos.
V letech 1995-1997 byl místopředsedou Asociace krétských teologů. Dále působil jako místopředseda Společnosti na ochranu nezletilých či byl členem správní rady Společnosti pro podporu lidí se zdravotním postižením "Svatý Titus".
Dne 6. června 2001 byl jmenován zástupcem sekretáře Svatého synodu Krétské pravoslavné církve a od roku 2004 vedl redakci církevního buletinu "Απόστολος Τίτος".
Dne 26. května 2005 byl Svatým synodem Krétské pravoslavné církve zvolen biskupem z Knóssu a vikarijním biskupem arcibiskupa Kréty. Zároveň byl ustanoven hlavním sekretářem Svatého synodu. Dne 28. května 2005 proběhla v chrámu svatého Miny v Heráklionu jeho biskupská chirotonie
Dne 9. září 2010 jej Svatý synod zvolil metropolitou Rethymna a Avlopotamosu.
Dne 11. ledna 2022 byl zvolen arcibiskupem Kréty.
Dne 5. února 2022 proběhla v chrámu svatého Miny jeho slavnostní intronizace.